# Rhys Williams (skådespelare)

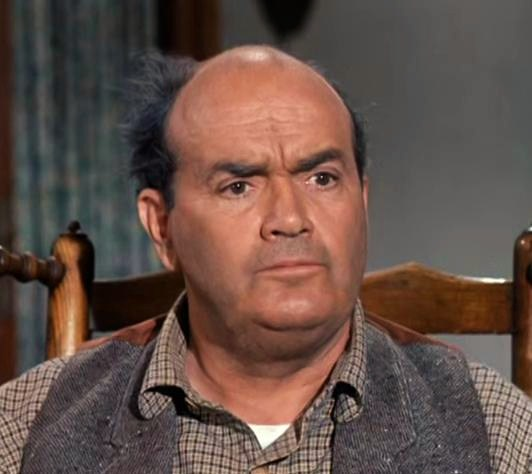
Rhys Williams i Bröderna Cartwright.

Rhys Williams, född 31 december 1897 i Merionethshire, Wales, död 28 maj 1969 i Santa Monica, Kalifornien, var en walesisk skådespelare. Williams filmdebuterade 1941 i John Fords film Jag minns min gröna dal. Filmen utspelades i Wales, och Williams var den enda skådespelaren i filmen som på riktigt hade sina rötter där. Han arbetade sedan som karaktärsskådespelare i ett stort antal Hollywoodfilmer och tv-serier fram till sin död.

## Filmografi i urval
- 1941 – Jag minns min gröna dal
- 1942 – Gentleman Jim
- 1942 – Mrs. Miniver
- 1942 – Slumpens skördar
- 1945 – Nya skördar
- 1945 – Spiraltrappan
- 1945 – Klockorna i S:t Mary
- 1947 – Katrin gör karriär
- 1947 – Kvinnan utan alibi
- 1947 – Farlig gäst
- 1947 – Skuggor på vägen
- 1949 – Tomtar på loftet
- 1949 – Tokyo Joe
- 1951 – Livsfarlig semester
- 1953 – Julius Caesar
- 1954 – Johnny Gitarr
- 1954 – Sex i elden
- 1955 – Kanske aldrig mer
- 1957 – Regnträdets land
- 1960 – En röst i dimman
- 1966 – Vår man Flint